# Bringing Up Father
Bringing Up Father (Educando a papá en algunos países hispanohablantes) es una tira de prensa creada por George McManus para King Features Syndicate que se publicó por primera vez el 12 de enero de 1913. Si bien su título podría ser traducido al español como Educando a papá, fue publicado por el diario La Nación de Argentina con el título de Pequeñas delicias de la vida conyugal y más conocida popularmente en español por el nombre que se le da a sus protagonistas: Trifón y Sisebuta  (Pancho y Ramona en México).
Tras la muerte de McManus en 1954, la tira pasó a ser dibujada por otros artistas. Aunque se esperaba que tomase el relevo el antiguo ayudante de McManus, Zeke Zekley, King Features Syndicate escogió reemplazarlo por Vernon Greene. Hal Campagna sustituyó a Greene tras su muerte en 1965 y Frank Johnson reemplazó a Campagna en 1980. La tira fue cancelada en 2000, tras 87 años de publicación ininterrumpida en la prensa norteamericana.

## Descripción
La tira desarrolla las peripecias de un inmigrante de origen irlandés en Estados Unidos, Jiggs (Trifón o Pancho en la traducción), de clase media quien se hace repentinamente millonario, pero no quiere abandonar a sus viejos amigos ni sus antiguas costumbres, para consternación de su esposa, Maggie (Sisebuta o Ramona), una neurótica y engreída arribista social encantada con su nueva situación y que tiene un carácter dominante en la pareja de esta Family strip. Jiggs también odia a la disfuncional familia de su esposa, que lo tiene demasiado controlado y sometido.

## Génesis
Para su creación, McManus se inspiró en The Rising Generation, una comedia musical de William Gill que había visto de niño en el Grand Opera House de San Luis, Misuri, a finales del siglo XIX.
Uno de los amigos de McManus, James Moore, tenía la convicción de haber sido el inspirador del personaje Dinty Moore, dueño de la taberna favorita de Jiggs, por lo que cambió el nombre de su local por Dinty y fundó en la vida real una cadena de restaurantes y una exitosa empresa de alimentos enlatados que todavía existen en la actualidad.

## Valoración e influencia
El cineasta Federico Fellini la consideraba, junto a otros clásicos de la historieta de humor estadounidense como The Katzenjamer Kids (1912), una indudable inspiración de ciertos escenarios y personajes de Charles Chaplin

## Ediciones en castellano
La tira fue publicada por primera vez en España en el suplemento Los Chicos (1929-) de El Mercantil Valenciano con el título de Zebulón y familia.
En Chile se publicó por primera vez en el diario El Mercurio en 1922, bajo el nombre de "Amenidades del diario vivir", cuyos personajes eran Don Fausto y su esposa Crisanta. Tal fue su popularidad que se creó una revista con el nombre de Don Fausto que duró desde 1924 a 1964 y se realizó una película de animación en 1924 llamada Vida y milagros de Don Fausto.
En México se publicó por primera vez en el semanario Jueves de Excelsior en la década de los '40s bajo el nombre de Educando a Papá, cuyos personajes eran Don Pancho y su esposa Ramona. La tira fue popular hasta la década de los cincuenta.
En Venezuela se publicó en la revista Dominical que venía encartada en el diario Últimas Noticias entre los años '70s y '90s con el nombre de Educando a Papá los personajes eran Pancho, Ramona, Benjazmín (el perezoso hermano de Ramona), Barín (Trapito), sobrino de Ramona, Perico (dueño del café de Perico) y Rosita (la atractiva hija de Pancho y Ramona)

## Personajes secundarios
El mayordomo generalmente llamado James ( o Jaime en castellano) es el encargado de las labores como responder el teléfono o abrir la puerta de la casa a las visitas. También suele apostar a los caballos o jugar a las cartas con Pancho. En algunas tiras aparece realizando otros trabajos, como por ejemplo pintando persianas o comprando tabacos para Pancho.
La cocinera llamada generalmente Lena, es conocida por su apetito voraz y su corpulencia física, aunque trabaja bien y su especialidad es la carne con papas, el plato preferido de Pancho. También suele realizar labores domésticas.
Rotunda en algunas tiras, Lena es reemplazada por Rotunda, quien, pese a también saber cocinar, suele encargarse de la limpieza de la casa.
Rosita también llamada Lucita en algunas tiras, es la hija de Rosita y nieta de Pancho y de Ramona, aunque suele referirse a ellos como  Tío Pancho  y  Tía Ramona  y no como sus abuelos.
Tito es el vecino pedigüeño de Pancho. Bajito , de lentes y generalmente ataviado con un sombrero de copa alta, suele exasperar a Pancho ya que pide cosas prestadas que muchas veces no regresa o devuelve tarde. En una tira, Tito le pide que le preste a su sobrino Trapito ya que su sobrina también es hippie y necesita un traductor. En algunas viñetas, Ramona, cansada de que su rigurosa dieta no de resultados, le regala la pesa a Tito.